# The Tunnel to Summer, the Exit of Goodbyes
The Tunnel to Summer, the Exit of Goodbyes (jap. 夏へのトンネル、さよならの出口 Natsu e no tonneru, sayonara no deguchi) – light novel autorstwa Meiego Hachimoku. Powieść zdobyła nagrodę główną oraz Specjalną Nagrodę Jury na Shogakukan Light Novel Award w 2018, a następnie została wydana w 2019 przez Shōgakukan pod imprintem Gagaga Bunko.
Na podstawie light novel w 2022 powstał film animowany stworzony przez studio CLAP. Reżyserem oraz autorem scenariusza był Tomohisa Taguchi, muzykę skomponował zaś Harumi Fuuki. Produkcja zdobyła Nagrodę Paula Grimaulta na Międzynarodowym Festiwalu Filmów Animowanych w Annecy w 2023. W Polsce pokazy filmu miały miejsce podczas 17. edycji Międzynarodowego Festiwalu Filmów Animowanych Animator. Pierwszy z pokazów odbył się 27 czerwca 2024.
Na podstawie light novel powstała również manga, publikowana w magazynie „Gekkan Sunday Gene-X” oraz w aplikacji MangaONE, a następnie wydana w czterech tankōbonach.

## Bohaterowie
- Kaoru Touno (jap. 塔野カオル Tōno Kaoru)

Seiyū: Ōji Suzuka 
- Anzu Hanashiro (jap. 花城あんず Hanashiro Anzu)

Seiyū: Marie Iitoyo 
- Shouhei Kaga (jap. 加賀翔平 Kaga Shōhei)

Seiyū: Tasuku Hatanaka 
- Koharu Kawasaki (jap. 川崎小春 Kawasaki Koharu)

Seiyū: Arisa Komiya 
- Hanamoto-sensei (jap. 浜本先生)

Seiyū: Haruka Terui 
- Ojciec Kaoru (jap. カオルの父 Kaoru no chichi)

Seiyū: Rikiya Koyama 
- Karen Touno (jap. 塔野カレン Tōno Karen)

Seiyū: Seiran Kobayashi 